# 中子電偶極矩
中子電偶極矩衡量中子內部正電荷與負電荷的分佈。只有當正電量心與負電量心不重疊在同一位置時，電偶極矩才不等於零。至今為止，科學家尚未發現中子電偶極矩的蛛絲馬跡。現在中子電偶極矩的最準確上限為{\displaystyle |p_{n}|<2.9\times 10^{-26}\ e\ \mathrm {cm} \ (90\%C.L.)} 。

## 理論

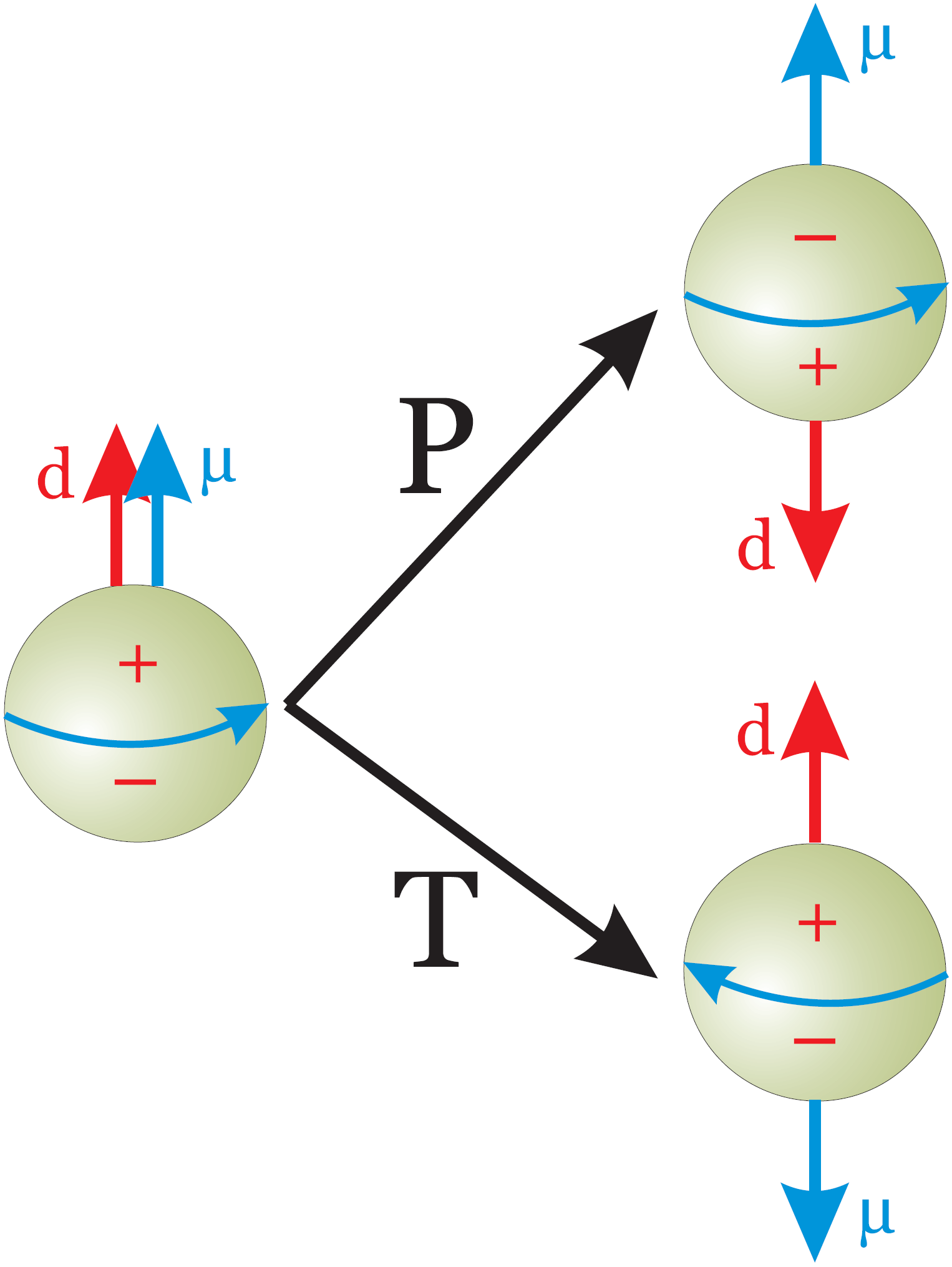
由於內稟電偶極矩而產生的宇稱（P）破壞和時間反演（T）破壞。

假設基本粒子擁有內稟電偶極矩，則宇稱對稱性和時間對稱性（time symmetry）都會被破壞。舉例而言，思考中子的磁偶極矩和假定的電偶極矩，這兩種向量的方向必需相同。但是，時間反演（T）會逆反磁偶極矩的方向，不會改變電偶極矩的方向；空間反演（宇稱）會逆反電偶極矩的方向，不會改變磁偶極矩的方向。電偶極矩的存在破壞了這些對稱性。假定CPT對稱性（CPT symmetry）正確無誤，則時間破壞也促使CP對稱性被破壞。

### 弱交互作用
按照前面論述，為了營造有限值電偶極矩，必需先存在有破壞CP對稱性的理論程序。實驗者已經在弱交互作用的實驗中觀測到CP破壞，也已經能夠用標準模型的卡比博-小林-益川矩陣中的CP破壞相位來解釋CP破壞。但是，這解釋所獲得的CP破壞數值非常微小，因此對於電偶極矩的貢獻也微乎其微：{\displaystyle |p_{n}|\sim 10^{-32}\ e\ \mathrm {cm} } 。遠遠低於現在最精密實驗所能測量到的數值。電偶極矩實驗可以用來核對很多從標準模型延伸的嶄新理論，例如如最小超對稱標準模型（minimal supersymmetric standard model）、左右對稱模型（left-right symmetric model）等等。這些理論估計的電偶極矩數值在可核對值域內。

### 物質與反物質不對稱
從宇宙的物質與反物質不對稱現象，科學家覺得在大爆炸的初期，可能會有某種涉及CP破壞的機制，湮滅了大部分的反物質。安德烈·萨哈罗夫對於這過程做了很縝密的分析。科學家懷疑CP破壞的涉及程度很大，這意味著或許標準模形給出的電偶極矩過低，可能需要加以延伸。假若，測量到的電偶極矩數值能夠比標準模型預測值高很多，則這懷疑的正確性就可以得到合理解釋。

### 強交互作用
由於中子是由三個夸克組成的，中子會遭受到源於強交互作用的CP破壞。量子色動力學──描述強作用力的學術領域──自然地含有一個摧毀CP對稱性的項目。這項目的強度是以角{\displaystyle \theta }表達。現在的中子電偶極矩極限值要求{\displaystyle \theta <10^{-10}\mathrm {rad} }。但是，科學家認為{\displaystyle \theta }的數量級應該是1；這關於角{\displaystyle \theta }的精細調整（fine-tuning），稱為「強CP問題」。

### 超對稱CP問題
標準模型的超對稱延伸，例如最小超對稱標準模型（minimal supersymmetric standard model），通常會導致出很大的CP破壞。這理論對於中子電偶極矩的典型預測值域大約在{\displaystyle 10^{-25}\ e\ \mathrm {cm} }與{\displaystyle 10^{-28}\ e\ \mathrm {cm} }之間。如同強交互作用案例，中子電偶極矩的上限已經在局限著CP破壞相位；但是，需要實施的精細調整還不很嚴峻。

## 實驗方法
應用拉姆齊磁共振技術，將互相平行與反平行的磁場與電場施加於中子，然後測量其自旋的拉莫爾進動頻率。這是萃取中子電偶極矩的一種優良實驗方法。兩種案例的進動頻率分別為
：{\displaystyle h\nu =2\mu _{n}B\pm 2d_{n}E}；
其中，{\displaystyle h}是普朗克常數，{\displaystyle \nu }是進動頻率，{\displaystyle \mu _{n}}是中子磁偶極矩，{\displaystyle B}是磁場，{\displaystyle d_{n}}是中子電偶極矩，{\displaystyle E}是電場。
磁偶極矩環繞磁場的進動與電偶極矩環繞電場的進動，這兩種進動造成了頻率的增加或減少。從這兩種頻率的差值，可以立刻得到對於中子電偶極矩的衡量：
{\displaystyle p_{n}={\frac {h\Delta \nu }{4E}}}。
這實驗遭遇到的最大挑戰（同時是最大的系統性偽效應），在做測量時，磁場必需維持穩定不變。

## 歷史

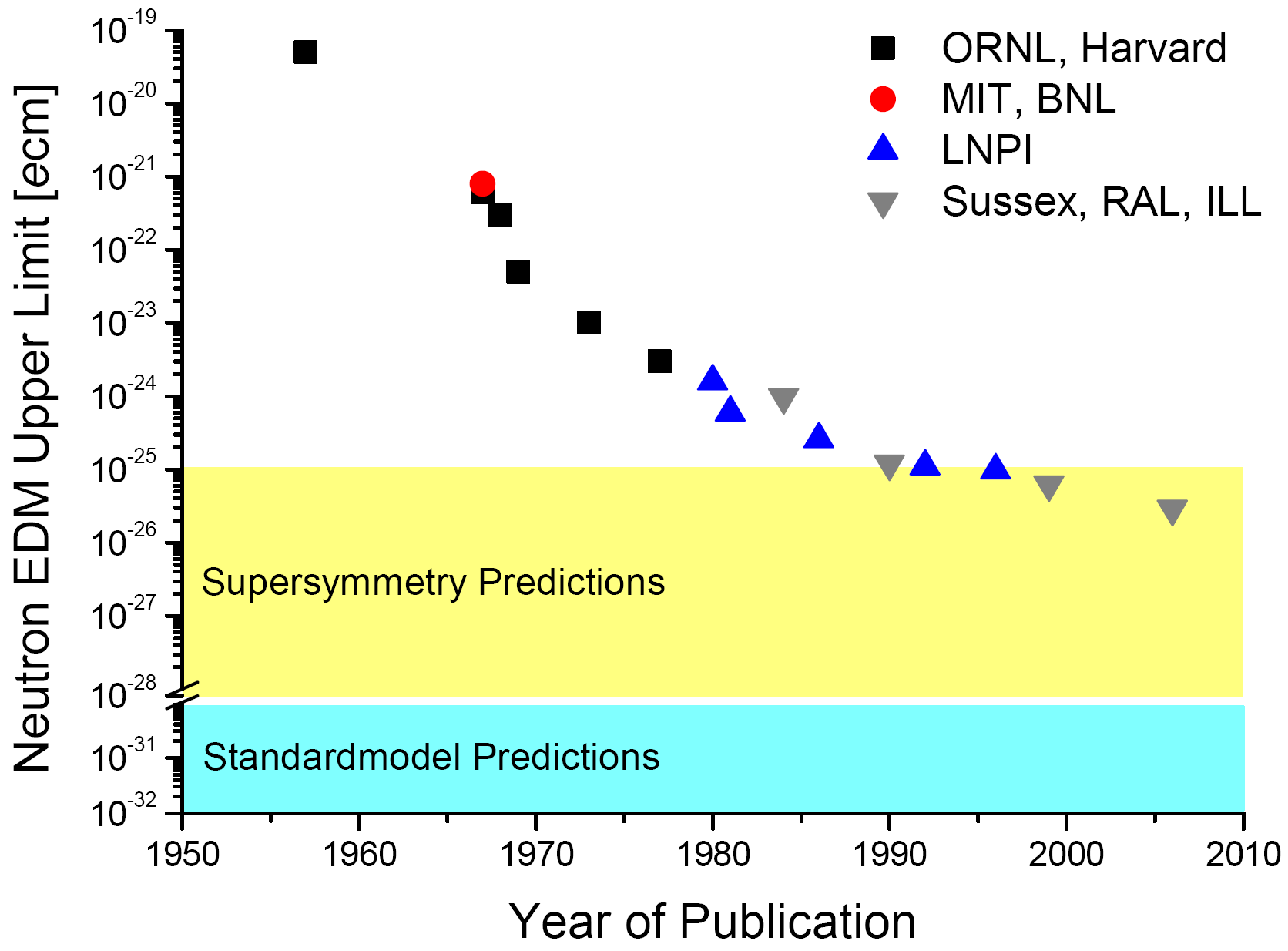
各種實驗得到的中子電偶極矩測量值的上限。標準模型和其超對稱延伸的預測值域分別以淡藍色、黃色表示。

最早尋找中子電偶極矩的實驗是使用熱中子束（後來改為冷中子束）做測量。於1957年，J. H. Smith、愛德華·珀塞爾和諾曼·拉姆齊共同發表論文，宣告完成中子電偶極矩實驗，獲得上限為{\displaystyle |p_{n}|<5\times 10^{-20}\ e\ \mathrm {cm} } 。一直到1977年，中子電偶極矩實驗都是使用中子束。隨著中子束的中子速度增加，一些相關的系統性效應變得無法克服，使用這方法獲得的最後上限為{\displaystyle |p_{n}|<3\times 10^{-24}\ e\ \mathrm {cm} } 。
之後，中子電偶極矩實驗改使用儲存於冷阱內的超冷中子（ultracold neutron）。於1980年，列寧格勒核子物理研究院（Leningrad Nuclear Physics Institute）獲得上限為{\displaystyle |p_{n}|<1.6\times 10^{-24}\ e\ \mathrm {cm} \ (C.L90\%)} 。使用水銀原子磁強計（atomic mercury magnetometer）補償磁場，勞厄-朗之萬研究院（Institut Laue-Langevin）的研究團隊，於2006年，獲得上限{\displaystyle |p_{n}|<2.9\times 10^{-26}\ e\ \mathrm {cm} \ (90\%C.L.)}。這是至今為止最佳的結果。

## 近期實驗
現在，至少有四組實驗團隊致力於測量中子電偶極矩，目標是在十年內將靈敏度改進至{\displaystyle 10^{-28}\ e\ \mathrm {cm} }。這樣，可以涵蓋標準模型超對稱延伸的預測值域。
- 勞厄-朗之萬研究院正在準備低溫中子電偶極矩實驗。
- （页面存档备份，存于） 保羅·謝勒研究院（Paul Scherrer Institute）正在為新建成的超冷中子源建造中子電偶極矩實驗。
- 橡樹嶺國家實驗室的散裂中子源（Spallation Neutron Source）正在籌畫中子電偶極矩實驗。
- （页面存档备份，存于） 彼得堡核子物理研究院（Petersburg Nuclear Physics Institute）正在設計規劃的中子電偶極矩實驗。

## 外部連結
- 華盛頓大學物理系網頁：尋找永久原子電偶極矩。